# Mnichowice (województwo dolnośląskie)
Mnichowice – wieś w Polsce położona w województwie dolnośląskim, w powiecie wrocławskim, w gminie Żórawina.
W latach 1954–1959 wieś należała i była siedzibą władz gromady Mnichowice, po jej zniesieniu w gromadzie Żórawina. W latach 1975–1998 miejscowość administracyjnie należała do województwa wrocławskiego.

## Nazwa
Według niemieckiego językoznawcy Heinricha Adamy’ego nazwa miejscowości pochodzi od polskiej nazwy mnich z powodu przynależności do komturii joannitów Bożego Ciała we Wrocławiu.. W swoim dziele o nazwach miejscowych na Śląsku wydanym w 1888 roku we Wrocławiu jako najstarszą zanotowaną nazwę miejscowości wymienia nazwę w obecnym polskim brzmieniu Mnichowice podając jej znaczenie "Monchsdorf" czyli po polsku "Wieś mnichów". Stanisław Rospond uważa, iż nie jest to typowa nazwa patronimiczna.
W przeszłości miejscowość nosiła nazwy - "Allodium monachorum"-1353, Monchdorf - 1439, Monchsdorf - 1451, Monschedorff - 1460, Mnichowice - 1661,Minchwitz - 1669, Munchwitz - 1795, 1818, 1830, 1845oraz później do ok. 1937 odtąd - Munchau - do 1945 Po 1945 - Mnichowce.

## Historia
W 1339 r. (?) wieś wymieniona jako należąca do komturii joannitów Bożego Ciała we Wrocławiu (wraz z Turowem). W 1353 r. wzmiankowana jako "Allodium monachorum" w księdze ziemskiej należąca do komandorii j. w., z 16 łanami kmiecymi, 2 wolnymi łanami sołectwa, karczmą i folwarkiem o 5 wielkich łanach należących do mnichów, łącznie około 26 łanów. W 1443 r. we wsi było już 28 łanów. W 1451 r. są wymienione w dokumencie wrocławskie kapituły katedralnej jako oddane zestaw biskupowi Franzowi (wraz z Mędłowem, Rzeplinem, Wilkowicami). Istnieje teoria, iż wcześniejsza nazwa Mnichowic brzmiała "Radomierzyce"; Mnichowice pojawiły się w dokumentach dopiero wtedy, gdy zniknęły Radomierzyce. Jeszcze pod nazwą Radimierzyce wieś została nabyta przez rycerzy - szpitalników przed 1269 r. i w tym samym roku obsadzona na prawie niemieckim. Pojawiająca się w dokumencie z 1353 r. (patrz wyżej) nazwa "allodium monachorum" zastąpiła dawną patronimiczną nazwę "Radomierzyce". Własność komturii joannitów stanowiły Mnichowice do sekularyzacji w 1810 r.